# 27 يوليو
- السبت
- الأحد
- الاثنين
- الثلاثاء
- الأربعاء
- الخميس
- الجمعة

- 283 محرم 1447  هـ
- 294 محرم 1447  هـ
- 305 محرم 1447  هـ
- 16 محرم 1447  هـ
- 27 محرم 1447  هـ
- 38 محرم 1447  هـ
- 49 محرم 1447  هـ
- 510 محرم 1447  هـ
- 611 محرم 1447  هـ
- 712 محرم 1447  هـ
- 813 محرم 1447  هـ
- 914 محرم 1447  هـ
- 1015 محرم 1447  هـ
- 1116 محرم 1447  هـ
- 1217 محرم 1447  هـ
- 1318 محرم 1447  هـ
- 1419 محرم 1447  هـ
- 1520 محرم 1447  هـ
- 1621 محرم 1447  هـ
- 1722 محرم 1447  هـ
- 1823 محرم 1447  هـ
- 1924 محرم 1447  هـ
- 2025 محرم 1447  هـ
- 2126 محرم 1447  هـ
- 2227 محرم 1447  هـ
- 2328 محرم 1447  هـ
- 2429 محرم 1447  هـ
- 2530 محرم 1447  هـ
- 261 صفر 1447  هـ
- 272 صفر 1447  هـ
- 283 صفر 1447  هـ
- 294 صفر 1447  هـ
- 305 صفر 1447  هـ
- 316 صفر 1447  هـ
- 17 صفر 1447  هـ

27 يوليو أو 27 تمُّوز أو 27 يوليه أو يوم 27 \ 7 (اليوم السابع والعشرون من الشهر السابع) هو اليوم الثامن بعد المئتين (208) من السنوات البسيطة، أو اليوم التاسع بعد المئتين (209) من السنوات الكبيسة وفقًا للتقويم الميلادي الغربي (الغريغوري). يبقى بعده 157 يوما لانتهاء السنة.

## أحداث
- 1291 - فتح المسلمون مدينة بيروت التي كانت في قبضة الصليبيين.[محل شك]
- 1694 - تأسيس بنك إنجلترا.
- 1898 - الإعلان عن سوء الحالة الصحية للزعيم الألماني أوتو فون بسمارك.
- 1953 - انتهاء الحرب الكورية.
- 1954 -
  - التوقيع بالأحرف الأولى عن اتفاقية الجلاء البريطاني عن مصر.
  - هدنة تفصل فيتنام إلى دولتين شمالية وجنوبية.
- 1955 - بلغاريا تُسقط طائرة متجهة إلى إسرائيل، ومقتل 58 شخصاً كانوا على متنها.
- 1956 - القيادة العسكرية الإنجليزية تضع «الخطة 700» للهجوم على مصر وذلك بعد قيام الرئيس جمال عبد الناصر بتأميم قناة السويس.
- 1982 - رئيسة الوزراء الهندية إنديرا غاندي تبدأ أول زيارة إلى الولايات المتحدة الأمريكية يقوم بها رئيس وزراء هندي منذ أحد عشر عاماً.
- 1983 - منظمة سرية أرمنية تهاجم السفارة التركية في لشبونة البرتغال ومقتل سبعة أشخاص في هجوم هو الثالث من نوعه خلال شهر واحد.
- 1988 - مدينة بوسطن الأمريكية تشهد أسوأ زحام مروري في ثلاثين عاماً.
- 1989 - مجموعة إسرائيلية تخطف الشيخ عبد الكريم عبيد أحد قادة حزب الله من لبنان.
- 1997 - انفجار قنبلة أنبوبية على هامش فعاليات دورة الألعاب الأولمبية في أتلانتا الولايات المتحدة الأمريكية يسفر عن مقتل شخصين وإصابة 110 آخرين بجراح.
- 2010 - جرافات إسرائيلية تهدم قرية العراقيب التي تقع شمال مدينة بئر السبع في النقب بالكامل.
- 2012 - افتتاح دورة الألعاب الأولمبية الصيفية المقامة في لندن.
- 2013 - وقوع أحداث طريق النصر في القاهرة بين مؤيدين لمحمد مرسي والقوَّات المُسلَّحة المصريَّة، عقب ما سُمي بـ"التفويض"، الأمر الذي أسفر عن سقوط مئات القتلى وآلاف الجرحى.
- 2018 - حدوث أطول خسوف كلي للقمر في القرن الحادي والعشرين حتى التاريخ المذكور.

## مواليد
- 1452 - لودوفيكو سفورزا، دوق دوقية ميلانو.
- 1667 - يوهان بيرنولي، عالم رياضيات سويسري.
- 1835 - جوزويه كاردوتشي، شاعر إيطالي حاصل على جائزة نوبل في الأدب عام 1906.
- 1881 - هانس فيشر، عالم كيمياء عضوية ألماني حاصل على جائزة نوبل في الكيمياء عام 1930.
- 1921 - الشيخ حسين محمد شلبي، رجل دين مصري.
- 1929 - جان بودريار، فيلسوف فرنسي.
- 1937 - أنسي الحاج، شاعر لبناني.
- 1941 - أسامة أنور عكاشة، كاتب مصري.
- 1944 - بشير الديك، كاتب مصري.
- 1961 - طلال شقدار، ممثل سعودي.
- 1965 - خوسيه لويس تشيلافيرت، لاعب كرة قدم باراغواياني.
- 1969 -
  - تربل إتش، مصارع أمريكي.
  - راشد الماجد، مغني سعودي.
- 1973 - هويدا أبو هيف، مذيعة مصرية.
- 1975 -
  - أحمد الدمرداش، ممثل مصري.
  - ألساندرو بيستوني، لاعب كرة قدم إيطالي.
- 1977 - سلاف فواخرجي، ممثلة سورية.
- 1979 - سيدني غوفو، لاعب كرة قدم فرنسي.
- 1980 - ماجد مطرب، ممثل سعودي.
- 1983 - غوران بانديف، لاعب كرة قدم مقدوني.
- 1995 - ربى السعدي، ممثلة سورية.
- 2001 - طرفة الشريف، ممثلة سعودية.

## وفيات
- 1841 - ميخائيل ليرمنتوف، شاعر روسي.
- 1844 - جون دالتون، عالم كيمياء إنجليزي.
- 1916 - دانيال بليس، مبشر أمريكي ومؤسس الجامعة الأميركية في بيروت.
- 1917 - تيودور كوخر، طبيب جراح سويسري حاصل على جائزة نوبل في الطب عام 1909.
- 1946 - جيرترود شتاين، كاتبة أمريكية.
- 1970 - أنطونيو سالازار، رئيس وزراء البرتغال.
- 1980 -
  - محمد رضا بهلوي، شاه إيران.
  - رشدي أباظة، ممثل مصري.
- 1994 - كيفين كارتر، مصور صحفي.
- 1998 - فريد شوقي، ممثل مصري.
- 2003 - الشيخ حسين محمد شلبي، رجل دين مصري.
- 2006 - نقولا زيادة، مؤرخ لبناني من أصل فلسطيني.
- 2008 -
  - يوسف شاهين، مخرج سينمائي مصري.
  - محمود جبر، ممثل سوري.
- 2015 - أبو بكر زين العابدين عبد الكلام، رئيس الهند الأسبق.
- 2017 - عبد المجيد الظلمي، لاعب كرة قدم مغربي دولي سابق.
- 2018 -
  - عوشة بنت خليفة السويدي، شاعرة إماراتية، عُرفت بلقب فتاة العرب.
  - هياتم، ممثلة وراقصة شرقية مصرية.
  - محمد شرف، ممثل مصري.
- 2020
  - صباح الهلالي، شاعر عراقي.
  - هارون هاشم رشيد، شاعر فلسطيني.
  - غاوي غاوي، فنان وموسيقي فلسطيني.
- 2021 - صادق جواد سليمان، كاتب ومُفكر ودُبلوماسي عُماني.
- 2022 - عبد الرحمن بن ناصر بن عبد العزيز آل سعود، محافظ الخرج سابقاً.
- 2023 - متعب بن محروت الهذال ، شيخ عشيرة عراقي.

## أعياد ومناسبات
- يوم خوسيه باربوسا في بورتوريكو.

## وصلات خارجية
- وكالة الأنباء القطريَّة: حدث في مثل هذا اليوم.
- النيويورك تايمز: حدث في مثل هذا اليوم.
- BBC: حدث في مثل هذا اليوم.